# Pierre Marambaud
Pierre Marambaud, né le 24 septembre 1924 à La Roche-sur-Yon, en Vendée et mort le 11 juillet 2000 à Nice, est un universitaire français.

## Biographie
D'une famille originaire des Lucs-sur-Boulogne, Pierre Marambaud est un ancien professeur de littérature anglaise et professeur honoraire de l'université de Nice depuis 1994. Spécialiste de l'histoire de la Révolution américaine et de l'Angleterre aux XVIIe et XVIIIe siècles, il a notamment publié, outre une trentaine d'articles dans diverses revues françaises et américaines : Sir William Temple, sa vie, son œuvre (1968), William Byrd of Westover, 1674-1744 (1971), Dictionnaire des œuvres et des thèmes de la littérature américaine (1976).
Après sa retraite de l'enseignement, il s'est consacré à l'étude d'un événement controversé de la guerre de Vendée, le massacre des Lucs-sur-Boulogne (28 février - 1er mars 1794), perpétré par les colonnes infernales, dans Les Lucs, la Vendée, la Terreur et la Mémoire (1993), en s'appuyant notamment sur les données démographiques.

## Publications
- Sir William Temple, sa vie, son œuvre, Paris, Éditions Minard, 1968, VI-431 p.
- William Byrd of Westover, 1674-1744, Charlottesville, University press of Virginia, 1971, IX-297 p. et 2 p. de planches
- Dictionnaire des œuvres et des thèmes de la littérature américaine (en collaboration avec Alfred Fontenilles), Paris, Hachette, 1976, 282 p.
- Les Lucs : la Vendée, la terreur et la mémoire, Éditions de l'Étrave, 1993, 226 p. et 12 p. de planches  (ISBN 2-909599-12-4)
- Sur les traces des colonnes infernales, Éditions de l'Étrave, 1996, 53 p.  (ISBN 2909599191)